# Valea Hefer

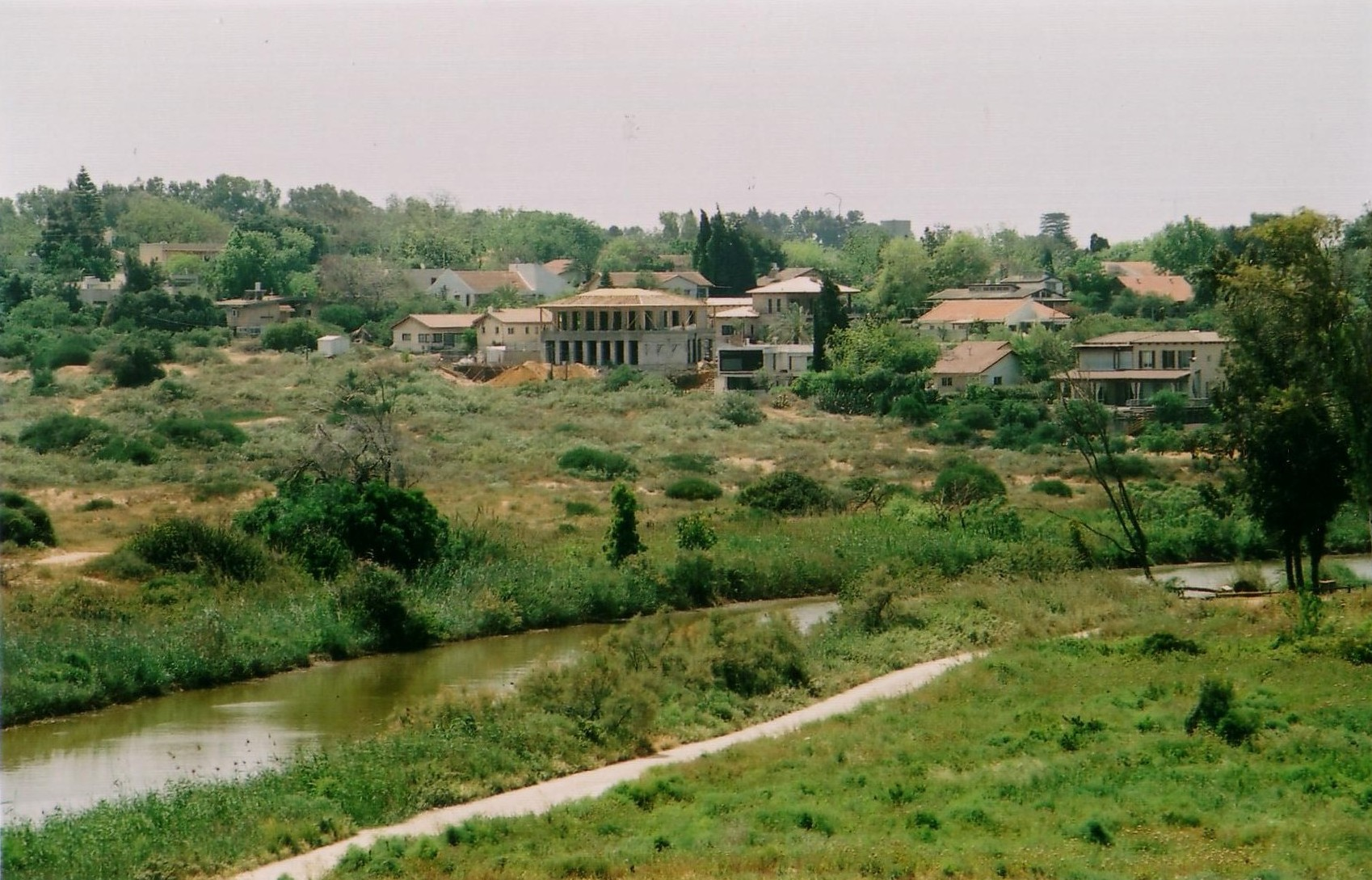
Aşezarea Hofit cu râul Nahal Alexander,văzute de pe Khirbet Smara

Teritoriul Consilului Regional Emek Hefer

Valea Hefer sau Emek Hefer (în ebraică:עמק חפר) este o vale în Câmpia Litoralului (Mishor Hahof) din Israel, care se întinde de-a lungul coastei Mării Mediterane, în nordul regiunii Șaron (Sharon), între orașul Hadera la nord și orașul Netanya și satul Kfar Yona la sud. Are o suprafață de 200 kmp. Așezările din vale aparțin Consiliului Regional Emek Hefer.
La sfârșitul anului 2016 trăiau aici 41.900 persoane.
Pământurile Văii Hefer, denumită în limba arabă Wadi Hawarit, au fost cumpărate în anul 1927 de către Yehoshua Hankin, cu ajutorul unei donații de un milion de dolari de la evrei din Winnipeg, în vederea întemeierii de așezări evreiești.  

## Numele
Sursa numelui ebraic stă în Emek Hefer, valea Hefer  - una din cele 12 provincii (netzivut) stabilite de regele Solomon, așa cum se relatează în Cartea Regi I,4, 10  din Biblia ebraică sau Cartea Regi III, 4, 10 din Vechiul Testament și denumirea a fost propusă în anul 1934 de către arheologul Binyamin Mazar. Cu toate acestea, nu există  o certitudine că locul este identic ca așezare cu Valea Hefer din Biblie. După opinia arheologului Adam Zertal Valea Hefer din Biblie ar fi mai degrabă Valea Dotan (Emek Dotan) din zilele noastre.
În arabă Valea Hefer se numește Wadi Hawarit, după numele tribului de beduini Al-Hawara care locuia aici până în anul 1929. 

## Geografia

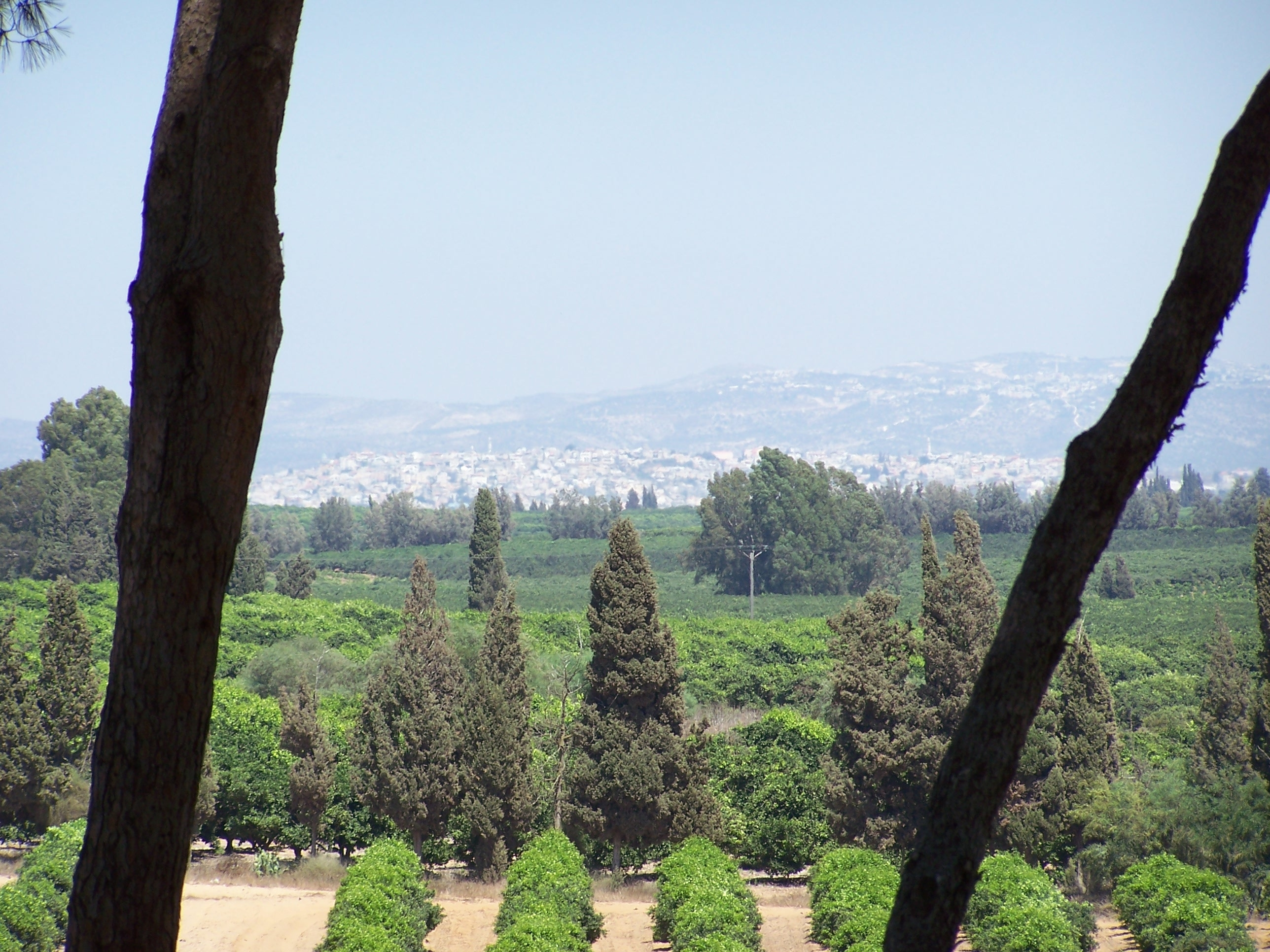
Valea Hefer, vedere dinspre localitatea Ghivat Haim Ihud

Valea este străbătută de la nord la sud de trei lanțuri de calcar. De-a lungul litoralului Mediteranei se întinde lanțul apusean de calcar, regiunea nisipurilor străpungând-o în mai multe locuri, mai ales la gura râurilor. Pe lanțul de calcar de mijloc se află moșavul Kfar Witkin. La est, între acest lanț de mijloc și lanțul de calcar răsăritean se întinde Șesul Sharonului, zonă de sol nisipos roșu numit „hamra”, propice culturilor de citrice Pe lanțul de calcar vestic se află moșavul Kfar Monash. La est, de la râul Nahal Alexander, trecând prin moșavul Beerotaiym și până la poalele Munților Samariei se întinde o zonă bogată în sol de tip „terra rossa”, propice  pentru agricultură. 
Temperaturile în Valea Hefer sunt înalte vara și convenabile iarna. Cantitatea de precipitații anuale este între 500-600 mm. Condițiile de climat permit culturi subtropicale.
În nordul Văii Hefer, lângă kibuțul Bahan se află cel mai mare rezervor de ape epurate.

## Localitățile

### Kibuțuri
| - Bahan - Ein HaHoresh - Givat Haim (Ihud) - Givat Haim (Meuhad) - HaMa'apil - HaOgen - Ma'abarot - Mishmar HaSharon - Yad Hana |

### Moșavuri
| - Ahituv - Avihayil - Beerotayim - Beit HaLevi - Beit Herut - Beit Yanai - Beit Yitzhak-Shaar Hefer | - Beitan Aharon - Burgata - Eliashiv - Elyakhin - Gan Yoshiya - Geulei Teiman - Givat Shapira - Hadar Am | - Haniel - Havatzelet HaSharon - Herev Le'et - Hibat Tzion - Hogla - Kfar Haim - Kfar Haroeh | - Kfar Monash - Kfar Vitkin - Kfar Yedidia - Mikhmoret - Olesh - Ometz |

### Așezări comunitare
| - Bat Hen - Bat Hefer | - Beit Hazon - Hofit | - Shoshanat HaAmakim - Tzukei Yam |

### Sate de tineret
- Hadassah Neurim
- Mevo'ot Yam

## Istorie
Până în anul 1927 Valea Hefer era un ținut de mlaștini lovit de malarie, numit în limba arabă Wadi Hawarit, după numele tribului de beduini Al-Hawara, care se așezase aici fără autorizații.
În anul 1927 cu ajutorul unei donații de un milion de dolari obținută de Menahem Ussishkin de la evrei din Winnipeg, în frunte cu Archibald Friman, Yehoshua Hankin a cumpărat 3.000 hectare din pământurile din regiune pentru Fondul Național Evreiesc Keren Kayemet. După o lungă dispută judiciară și plata de despăgubiri acordate beduinilor care luaseră terenurile în arendă s-a lansat un vast proiect de reașezare cu evrei.
Un grup de 20 de tineri evrei din grupurile Witkin și Haemek s-au așezat, de îndată, pe pământurile achiziționate. Ei au locuit la început în casele abandonate și au început secarea mlaștinilor și creșterea unor culturi agricole. În aprilie 1933 și-au zidit propriile case in satul pe care l-au întemeiat chiar în mijlocul văii, Kfar Witkin. În 1931 un alt grup din mișcarea Hashomer Hatzair din Hadera au pus temeliile așezării Ein Hahoresh și au plantat primele livezi de citrice. Compania Yahin a sădit plantații destinate pentru noi repatrianți din străinătate. Un alt grup din mișcarea Hakibutz Hameuhad a întemeiat în anul 1932 localitatea Ghivat Haim, iar mai târziu, veterani ai Brigăzii evreiești au creat așezarea Avihail.   
În prezent în Valea Hefer se află 36 localități - majoritatea așezări de tip moshav, iar restul kibuțuri și „așezări comunitare”.  
În anul 1949 a luat ființă în zonă Seminarul Ruppin, azi Centrul Academic Ruppin. De asemenea la nord de joncțiunea Haroè în 1992 a fost întemeiat un mare parc industrial de 70 ham cuprinzând 150 întreprinderi - de prelucrarea lemnului, de produse alimentare, textile, încălțăminte, de metalurgie, industrie electronică etc în care lucrau 3.000 persoane. Au mai luat ființă aici sedii ale companiilor „Tiv Taam”, „Sano”, crama Recanati, fabrica de bere Alexander, întreprinderea de construcții „Shafir Handasá” etc

## Atracții turistice

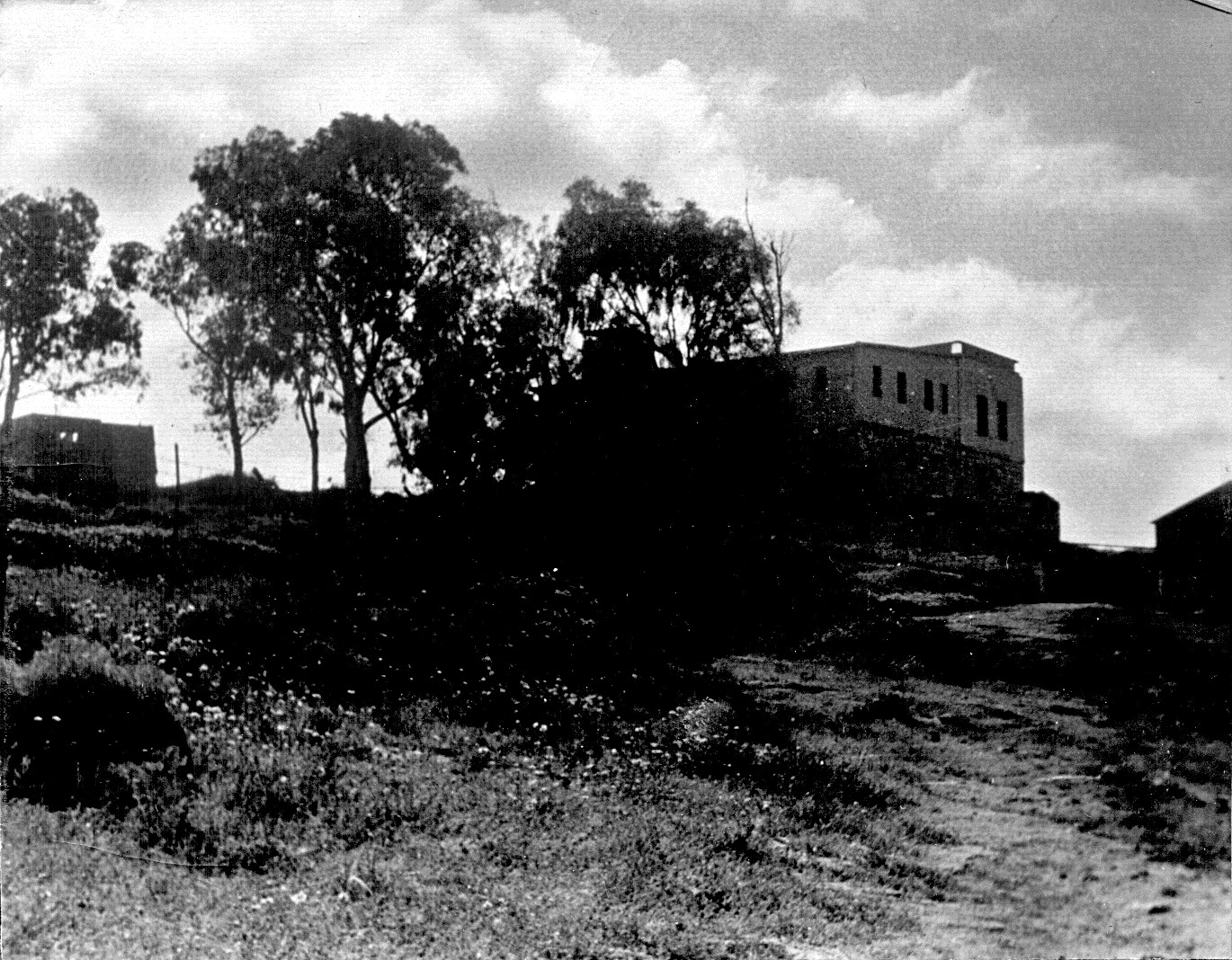
Vila Antoine Tayan, devenită Casa pionierilor agricoli - a "halutzimilor" - din satul Kfar Witkin, de curând înfiinţat, fotografie din anii 1930

- Rezervația naturală - la est de „Beitan Aharon” și la nord de „Beit Rishonim”, pe o arie de 5 hectare.

Rezervația Beitan Aharon se află pe un lanț de calcar în câmpia litoralului Sharonului. Pe un deal de calcar sunt mai multe grote funerare, una dintre ele mai mare dar închisă pentru public din pricina liliecilor.
Se remarcă punctul de observație Mitzpor Rami Cohen, după numele unui locuitor al satului Kfar Vitkin, care a căzut în Războiul din Liban din 1982
-   - Beit Rishonim,(Casa pionierilor agricoli) este o casă de piatră aflată în rezervația Beitan Aharon. Ea a fost ridicată în secolul al XIX-lea pe un deal de calcar, de către moșierul libanez maronit Antoine Bishara Tayan, care stăpânea majoritatea pământurilor din regiune.La începutul anului 1930 douăzeci de tineri evrei au pornit de aici la colonizarea agricolă a pământurilor cumpărate de la Tayan. Aceștia au fost primii locuitori evrei așezați în satul Kfar Vitkin. Astăzi clădirea servește drept centru de educație și îndrumare.

- Parcul Sharon se întinde între Hadera și Givat Olga la nord și râul Alexander la sud. În parc au loc excursii, activități sportive, picnicuri și lucrări de cercetare științifică.
- Parcul Național Nahal Alexander (Gan Leumi Nahal Alexander):râul Alexander (Nahal Alexander, în arabă Wadi Iskandruna), lung de 32 km  curge în tot timpul anului din munții din centrul Samariei - Muntele Grizim și Muntele Ebal (Eival) și se varsă în Marea Mediterană la sud de Mihmoret lângă plaja Beit Yanay.Cea mai mare parte a lui trece prin Valea Hefer.

Parcul național,inaugurat în 1982, pe cursul inferior al râului, are o suprafață de 374 hectare. 
La est de așezările Kfar Wittkin și Hofit s-a construit peste râu podul „Gesher Hatzavim” (Podul broaștelor țestoase). Lângă pod, pe malul de vest al râului se află o terasă de observație a broaștelor țestoase.
În anii 2000 s-au efectuat lucrări de restaurare și conservare a râului Alexander și în apropierea lui s-a amenajat o zonă de excursii, picnic etc. 
- Khirbet Samara - la nord de Nahal Alexander, pe un deal de calcar, vizavi de Hofit, se află o clădire de pietre de calcar cioplite, iar alături - o pădurice de eucalipți care servește ca punct de vilegiatură și camping
- Lacul Hefer (Agmon Hefer)
- Rezervorul de apă Mishmar Hasharon, Observatorul de păsări și rezervoarele Văii Hefer

Pe malul de est al râului Alexander la nord-est de așezarea Haniel se află o terasă acoperită de observație a păsărilor din regiune
Un alt însemnat punct de observație a păsărilor este Mitzpor Wicker deasupra rezervorului de apă Mishmar Hasharon. Acest rezervor de 1 milion de metri cubi a fost clădit de Fondul Național Evreiesc (Keren Kayemet) pentru a acumula surplusul de ape din râul Alexander în vreme de inundații și a furniza apă unor rezervoare suplimentare. În lunile septembrie-noiembrie și martie-mai, în timpul migrării păsărilor ajung la acest rezervor de apă sute de pelicani în zbor dinspre Europa spre Africa și înapoi. Rezervorul este aprovizionat cu pești ca hrană pentru pelicani pentru a-i ajuta să-și continue drumul, fără a cauza pagube producției locale de pește. În jurul rezervorului se află o parcare, locuri de odihnă și agrement, poteci pentru drumeți, drumuri pentru biciclete și alte vehicole.

- Parcul național Litoralul Beit Yanay (Gan Leumi Hof Bait Yanay) cuprinde o plajă pe litoralul mediteranean și este una din cele mai frumoase plaje din Israel.În partea de sud se află un punct de observatie Mitzpe Haapala, unde, in apropiere de Kfar Wittkin, au debarcat în iulie 1934 de pe vasul „Velos” 350 imigranti evrei veniți în Palestina în mod clandestin, fără autorizația britanicilor. „Velos” a fost cel dintâi vapor de imigranți evrei clandestini în Palestina. Acestia erau tineri pionieri agricoli care au fost primiți pe țărm de membri ai organizației evreiești de apărare Haganá. In apropiere se vede părți din digul construit în 1938-1939 de către Moshe Hameiri din Kfar Vitkin, cu concursul KKL, al Agenției Evreiești, al companiei Nahshon și a așezărilor din Valea Hefer.

## Lecturi suplimentare

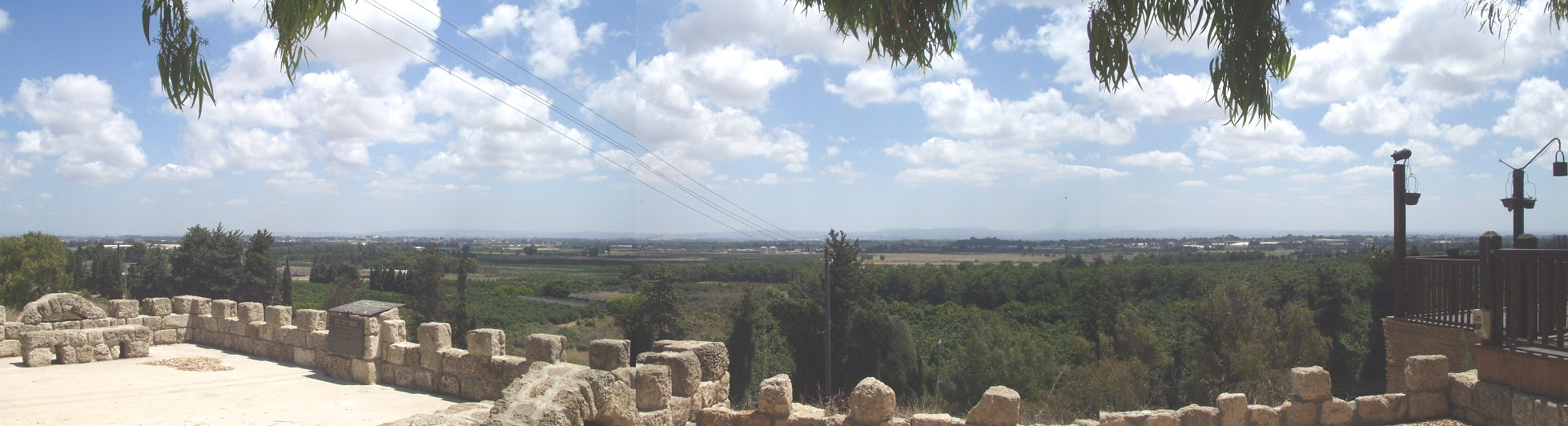
Panorama Văii Hefer văzută din Mitzpe Rami din Beitan Aharon